# سونی اریکسون تی۶۵۰
تی ۶۵۰ (به انگلیسی: T650) نام یکی از گوشی‌های غیر هوشمند عرضه شده در سال ۲۰۰۷ میلادی توسط کمپانی سونی اریکسون است، این گوشی نیز بدلیل رنگ‌های جذابش (سبز و بنفش تیره) مشهور است و نسبتاً گوشیی با ابعاد کوچک و باریک است.

## دیگر امکانات
- ماشین حساب
- ویدئو دی‌جی
- نرم‌افزارهای جانبی